# Sermyle tuberculata
Sermyle tuberculata är en insektsart som först beskrevs av Andrew Nelson Caudell 1904.  Sermyle tuberculata ingår i släktet Sermyle och familjen Diapheromeridae. Inga underarter finns listade i Catalogue of Life.